# Apechthis tricincta
Apechthis tricincta là một loài tò vò trong họ Ichneumonidae.